# Mouillement
En cuisine, le mouillement est l'ajout d'un liquide (eau, vin, bouillon, consommé) à une préparation, avant ou durant sa cuisson, afin d'y développer une saveur nouvelle, de l'assouplir ou d'empêcher sa dessiccation,,. Par exemple, le mouillement régulier avec du bouillon fait un bon risotto.